# Christian Mähr
Christian Mähr (* 6. Februar 1952 in Feldkirch, Vorarlberg) ist ein österreichischer Chemiker, Wissenschaftsredakteur und Schriftsteller.

## Leben
Mähr besuchte ein Gymnasium in Feldkirch und studierte nach der Matura ab 1970 Chemie an der Universität Innsbruck. Er schloss dieses Studium 1982 mit der Promotion ab. Anschließend arbeitete er als Wissenschaftsredakteur beim Österreichischen Rundfunk. 1999 nahm er am Ingeborg-Bachmann-Wettbewerb in Klagenfurt teil. Mähr lebt heute im Dornbirner Stadtbezirk Haselstauden in Vorarlberg.
Er ist Verfasser von Romanen und Hörspielen, die der fantastischen Literatur zugerechnet werden. Daneben übersetzt Christian Mähr aus dem Englischen. 1985 ging sein Hörspiel „Chlorophyll“ im ORF auf Sendung. Es behandelt die Entgleisung der Natur in Form von Schachtelhalmen, die die gesamten Vereinigten Staaten von Amerika überwuchern. Offen bleiben die Ursache und der weitere Verlauf. Im Jahr danach produzierte der ORF Vorarlberg Mährs Hörspiel „Die transplutonische Plage“. 1992 gewann er mit seinem Roman Fatous Staub die beiden bedeutendsten deutschen Science-Fiction-Preise. In dem Buch geht es in einer Alternativweltgeschichte um einen Autor, der Kontakt zu Parallelwelten aufnimmt, in denen es weder die Weltkriege noch den Mord an den Juden gegeben hat, sondern das wilhelminische Zeitalter weiter lebt.
In Simon fliegt ermächtigt eine Postkarte den Protagonisten zur Levitation. In Die letzte Insel lässt Mähr eine nur für manche Menschen sichtbare Insel in den Gewässern eines Ferienparadieses auftauchen, und dazu passende Menschen, die auch von den meisten Leuten nicht wahrgenommen werden. Im Sachbuch Vergessene Erfindungen stellt er Innovationen vor, die es tatsächlich gab, aber nie zum Durchbruch gelangten, weil sie entweder zu ihrer Zeit nicht umsetzbar waren oder einfach von besseren Erfindungen überholt wurden (siehe Semaphor).
Sein Roman Alles Fleisch ist Gras (2010) wurde 2013 von Reinhold Bilgeri für die ORF-Landkrimi-Reihe verfilmt.

## Auszeichnungen
- 1992 Deutscher Science Fiction Preis in der Kategorie Bester Roman für Fatous Staub[3]
- 1992 Kurd-Laßwitz-Preis in der Kategorie Bester Roman für Fatous Staub
- 2011 Wissenschaftsbuch des Jahres in Österreich in der Sparte Naturwissenschaft/Technik für Von Alkohol bis Zucker – Zwölf Substanzen, die die Welt veränderten[4]
- 2012 Literaturpreis der Vorarlberger Buch- und Medienwirtschaft[5]

## Werke

### Romane
- Magister Dorn. Wilhelm Heyne Verlag, München 1987, ISBN 3-453-31367-4.
- Fatous Staub. Wilhelm Heyne Verlag, München 1991, ISBN 3-453-05374-5.
- Simon fliegt. DuMont Verlag, Köln 1998, ISBN 3-7701-4579-8.
- Die letzte Insel. DuMont Verlag, Köln 2001, ISBN 3-7701-5551-3.
- Semmlers Deal. Deuticke Verlag, Wien 2008, ISBN 978-3-552-06077-7.
- Alles Fleisch ist Gras. Deuticke Verlag, Wien 2010, ISBN 978-3-552-06127-9.
- Karlitos Reich. Limbus Verlag, Hohemems 2010, ISBN 978-3-902534-38-5.
- Das unsagbar Gute. Deuticke Verlag, Wien 2011, ISBN 978-3-552-06170-5.
- Tod auf der Tageskarte. Deuticke Verlag, Wien 2014, ISBN 978-3-552-06241-2.
- Knochen kochen. Deuticke Verlag, Wien 2015, ISBN 978-3-552-06280-1.
- Aber das Bild war noch da. Verlag Wortreich, Wien 2017, ISBN 978-3-903091-26-9.
- Der Jüngste Tag des Peter Gottlieb. Braumüller Verlag, Wien 2018, ISBN 978-3-99200-203-0.
- Carbon. Braumüller Verlag, Wien 2020, ISBN 978-3-99200-271-9.
- Die Lukasch-Vermutung. Hirnkost Verlag, Berlin 2022, ISBN 978-3-949452-75-8.

### Sachbücher
- Zur Synthese von Azabicycloheptanen mit Substituenten in 1-Stellung. Dissertation an der Universität Innsbruck. 1981.
- Stadt Feldkirch. Fotografien von Nikolaus Walter.  Amt der Stadt Feldkirch, Feldkirch 1993, DNB 946616469.
- Ski-Club Arlberg. Ein Jahrhundertbericht. Skiclub Arlberg, St. Anton am Arlberg 2000, ISBN 3-9501375-0-5.
- Vergessene Erfindungen. Warum fährt die Natronlok nicht mehr? DuMont-Literatur-und-Kunst-Verlag, Köln 2002, ISBN 3-8321-7816-3.
- Von Alkohol bis Zucker – Zwölf Substanzen, die die Welt veränderten. DuMont Buchverlag, Köln 2010, ISBN 978-3-8321-8518-3.
- Naturschutz in Vorarlberg. Eine Annäherung. Limbus Verlag, Innsbruck 2012, ISBN 978-3-902534-57-6.
- Vergessene Erfindungen. Geniale Ideen und was aus ihnen wurde. DuMont Buchverlag GmbH & Co. KG; Auflage: 3 13. Januar 2017, ISBN 978-3-8321-6340-2

### Hörspiele
- Futurum Exactum, ORF 1983 (Regie: Wolfgang Stendar)
- Das schwarze Loch, ORF 1984 (Regie: Frederik Ribell)
- Chlorophyll, ORF 1985 (Regie: Augustin Jagg)
- Die transplutonische Plage, ORF 1986 (Regie: Augustin Jagg)

### Übersetzungen
- James Morrow: Die eingeborene Tochter. München 1992
- Storm Constantine: Hermetech. München 1993
- Storm Constantine: Schattengräber. München 1995.
- Harry Harrison und Marvin Minsky: Die Turing-Option. München 1997.
- Michael Bishop: Das Herz eines Helden. München 1998

## Kritik
„Die Wirklichkeit ist nach Mähr nur eine von mehreren Möglichkeiten, deren Existenz oder Nicht-Existenz, dessen Chancen, Realität zu werden, vom Leser und seinen Entscheidungen abhängt. Das, was künftig wirklich werden will, mit seinen eigenen Entscheidungen mitzubestimmen, ist LeserIn aufgerufen. Insofern kehrt der phantasiesprühende Roman nach seinen Parforcejagden durch Liebe und Irrsinn dann doch zur Realität zurück.“